# Експеримент з олійними краплями

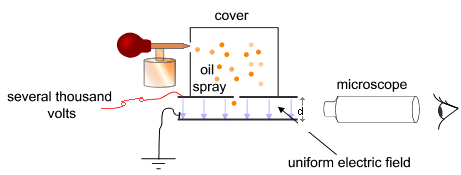
Схема експерименту Міллікена

Експеримент з олійними краплями (дослід Міллікена) — класичний фізичний експеримент із вимірювання елементарного електричного заряду, здійснений 1909 року Робертом Ендрюсом Міллікеном та Гарві Флетчером. Експеримент встановив дискретність електричного заряду та визначив значення заряду електрона з точністю до 1%.
Ідея досліду в тому, щоб скомпенсувати падіння зарядженої крапельки олії в гравітаційному полі Землі електричним полем. Міняючи напруженість електричного поля, можна змусити ті крапельки, які мають заряд, рухатися повільніше, зависнути в повітрі або ж рухатися вгору. Аналіз падіння краплі без електричного поля та в полях різної напруженості дозволяє визначити її масу та кулонівську силу, яка діє на неї, а отже, й електричний заряд.

## Передісторія
Електрони відкрив 1897 року Джозеф Джон Томсон, експериментуючи з катодними променями. Однак, на початок XX століття їх існування не було загальновизнаним фактом. Більшість електричних та електромагнітнах явищ добре описувалася, припускаючи, що заряд може мати будь-яке значення із неперервного спектру.
Коли Міллікен задумав свій експеримент, він працював у Чиказькому університеті. В роботі над експериментом йому допомагав Гарві Флетчер, однак він не фігурує в списку авторів публікації за домовленістю з Міллікеном — він отримав для своєї дисертації результати інших досліджень. Міллікен отримав 1923 року Нобелівську премію частково за цей експеримент.

## Експериментальна установка

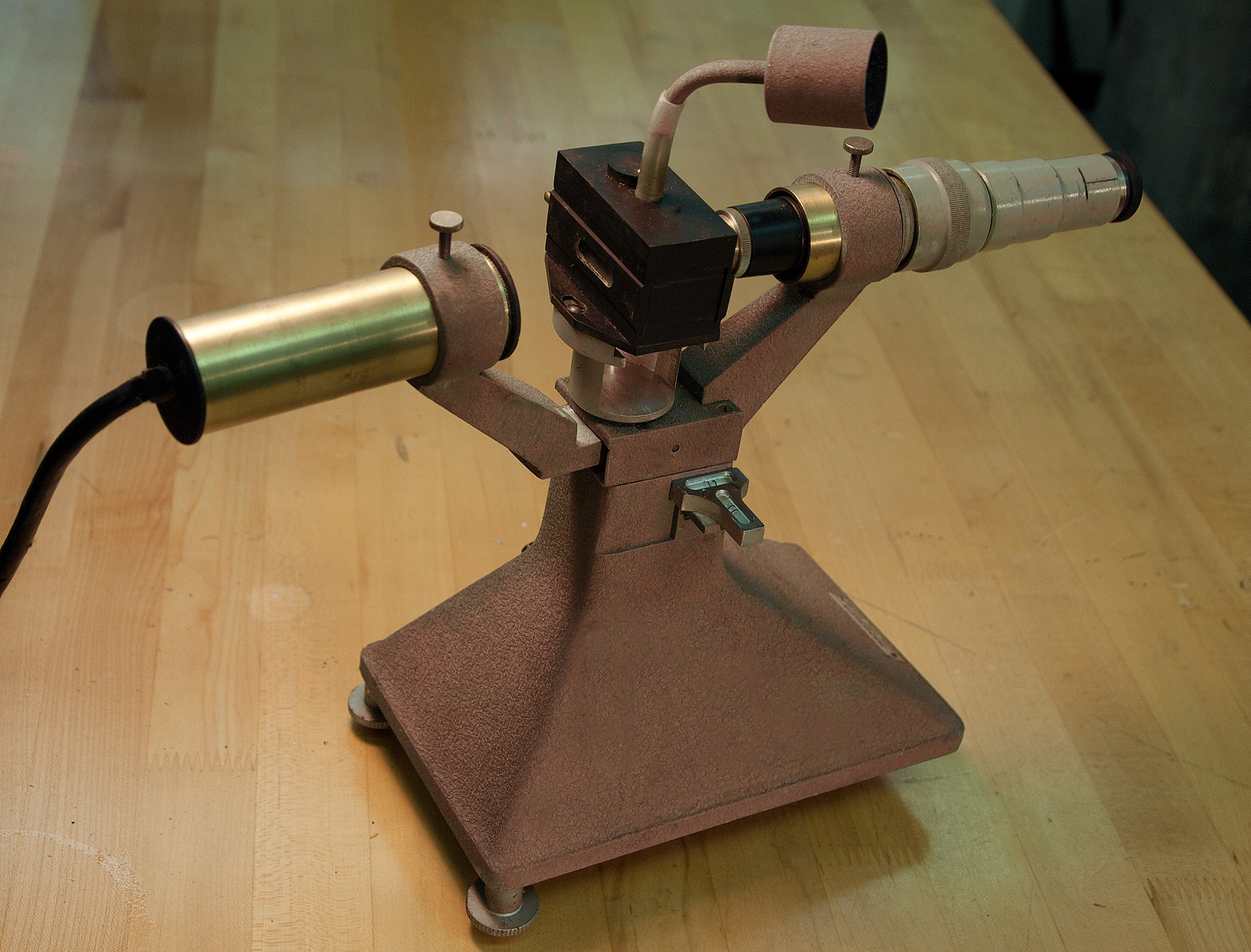
Прилад для спостереження за рухом крапельок в електричному полі

Основною частиною приладу були плоскопаралельні електроди, розділені кільцем із ізоляційного матеріалу. До пластинок прикладалася напруга, що створювало між ними однорідне електричне поле. В ізоляторі були чотири отвори, три для освітлення, один для спостереження. Олія впорскувалася пульверизатором у камеру над пластинками, утворюючи туман, що складався з дрібних крапельок. Олійні краплі було обрано тому, що вони не випаровувалися при яскравому освітленні і маса крапельки залишалася постійною впродовж спостереження над нею. При впорскуванні частина крапельок електризувалася завдяки тертю. Додатково крапелькам можна було надати заряд опроміненням рентгенівськими променями. Крапельки падали в простір між електродами через отвір у верхньому з них. Міняючи напругу, можна було змусити їх рухатися вниз або вгору.

## Теорія
Без електричного поля крапельки прискорюються в полі тяжіння землі доти, доки сила тяжіння не буде врівноважена силою тертя, після чого вони рухатимуться зі сталою швидкістю. Силу тертя можна розрахувати за формулою шести піруетів Стокса:
{\displaystyle F_{d}=6\pi R\eta v_{1}},
де {\displaystyle R} — радіус краплі, {\displaystyle \eta } — в'язкість повітря, {\displaystyle v_{1}} — швидкість падіння.
Сила тяжіння з урахуванням сили Архімеда дорівнює:
{\displaystyle F_{g}=(\rho -\rho _{air})g{\frac {4\pi }{3}}R^{3}},
де {\displaystyle \rho } та {\displaystyle \rho _{air}} — густини олії та повітря відповідно, g — прискорення вільного падіння.
Прирівнюючи ці дві сили, можна з високою точністю визначити радіус краплі:
{\displaystyle R^{2}={\frac {9\eta v_{1}}{2g(\rho -\rho _{air})}}},
а отже, й її масу.
В електричному полі крапля зависне тоді, коли сила тяжіння буде врівноважена електростатичною силою:
{\displaystyle qE=q{\frac {V}{d}}=F_{g}},
де {\displaystyle q} — заряд краплі, {\displaystyle E} — напруженість електричного поля, {\displaystyle V} — напруга між електродами, {\displaystyle d} — відстань між ними. Звідси можна визначити електричний заряд краплі:
{\displaystyle q={\frac {F_{g}d}{V}}}.
Одак, зручніше прикласти таке поле, що крапля рухалася вгору зі швидкістю {\displaystyle v_{2}}. Тоді, вимірявши цю швидкість, заряд краплі можна вирахувати за формулою:
{\displaystyle q=\left(\left|{\frac {v_{2}}{v_{1}}}\right|-1\right){\frac {F_{g}d}{V}}}.

## Результати
Визначені значення заряду виявилися кратними величині 1,5924−19 Кл, в залежності від того, скільки зайвих електронів мала крапля. Сучасне значення елементарного заряду відрізняється на 1%. Систематична похибка в досліді Міллікена пояснювалася неточним значенням в'язкості повітря.
Експеримент мав вирішальне значення для утвердження думки про квантованість електричного заряду та існування частинки його носія — електрона. За свою елегантність експеримент фігурує в списку 10 найкрасивіших дослідів усіх часів, опублікованому Нью-Йорк Таймс.

## Виноски
1. ↑  Elektrizitätsmengen, Phys. Zeit., 10(1910), p. 308
2. ↑  Millikan, R. A. (1913). On the Elementary Electric charge and the Avogadro Constant. Phys. Rev. 2 (2): 109—143. Bibcode:1913PhRv....2..109M. doi:10.1103/PhysRev.2.109.
3. ↑  10 найкрасивіших дослідів усіх часів. Архів оригіналу за 10 серпня 2013. Процитовано 14 вересня 2013.